# Muhammad ibn Ali al-Taqi al-Jawad
Muḥammad ibn ʿAlī al-Taqī al-Jawād (in arabo محمد بن علي التقي الجواد‎?; Medina, 8 aprile 811 – Baghdad, 29 novembre 835) è stato il nono Imam duodecimano.

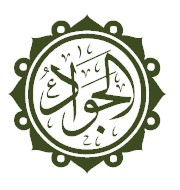
Il laqab in lingua araba di al-Jawād

Figlio di ʿAlī al-Riḍā, Abū Jaʿfar Muḥammad ibn ʿAlī ibn Mūsā ricevette dai suoi seguaci i laqab di al-Taqī (Pietoso) e di al-Jawād (Generoso) e fu tra gli Imam duodecimani quello che morì in più giovane età.

## Gioventù
Sua madre Khayzurān, nota anche col soprannome di Sabīka, era una discendente di Marya al-Qibtiyya.
Ḥakīma, sorella di ʿAlī al-Riḍā, si dice che abbia detto che, nella notte in cui nacque al-Taqī, suo fratello le avesse chiesto di essere presente accanto alla cognata partoriente. Secondo un ḥadīth, al-Taqī, appena nato guardò il cielo e testimoniò la sua fede col tawḥīd, attestando la profezia (nubuwwa) di Maometto e la Walāya dell'Imam ʿAlī b. Abī Ṭālib.

## Prima maturità
Assunse la dignità di Imam all'età di otto anni.

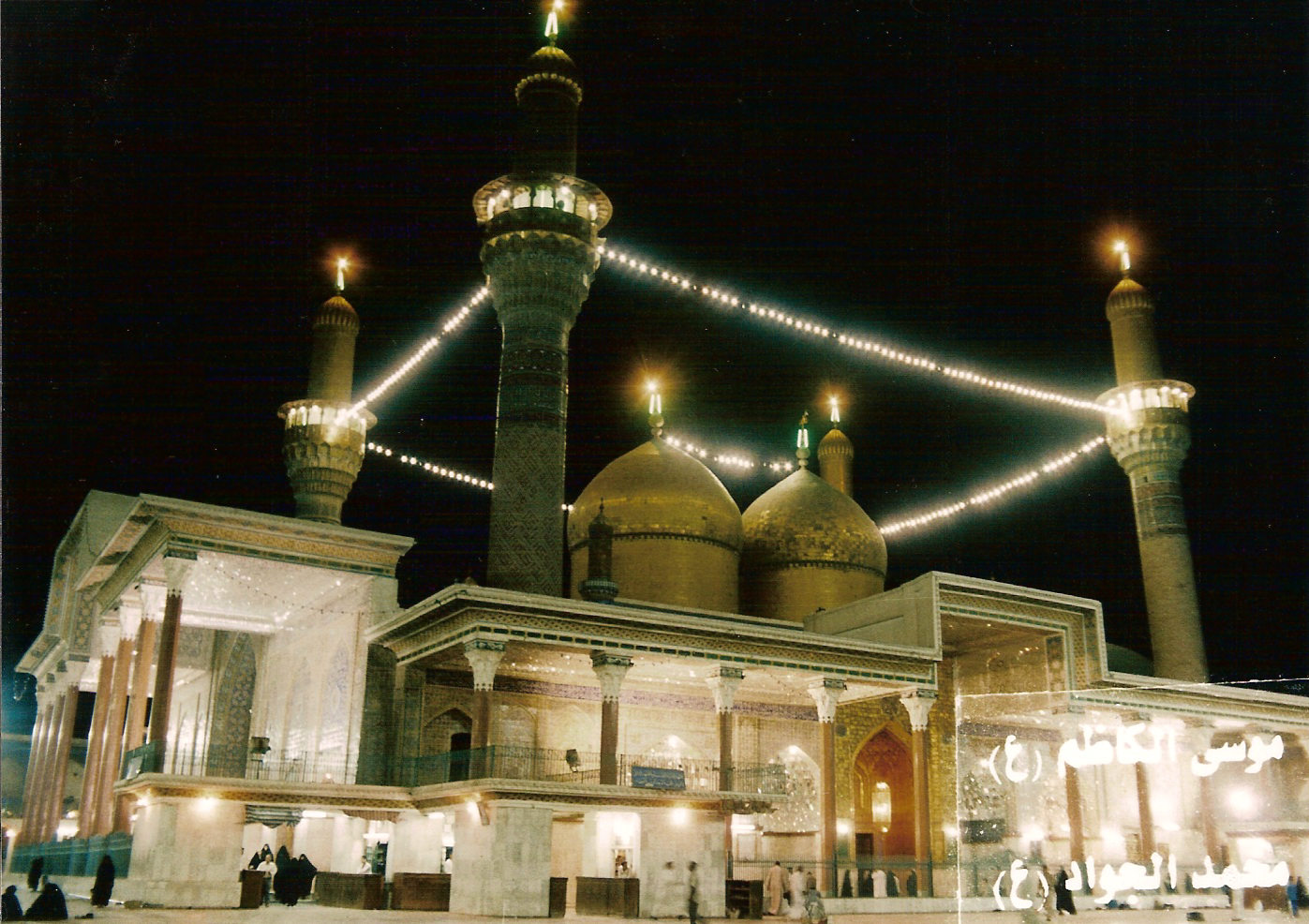
Sacello del 9º Imam Muḥammad al-Taqī e
del 7º Imam Mūsā al-Kāẓim. (al-Kāẓimayn, Baghdad).